# Angasilla
Angasilla este o arie protejată (arie specială de conservare — SAC, sit de importanță comunitară — SCI) din Estonia întinsă pe o suprafață de 293,8 ha, integral pe uscat.

## Localizare
Centrul sitului Angasilla este situat la coordonatele 58°54′01″N 24°15′53″E / 58.9004°N 24.2647°E.

## Înființare
Situl Angasilla a fost declarat sit de importanță comunitară în aprilie 2004 pentru a proteja 2 specii de plante. Situl a fost protejat și ca arie specială de conservare în iulie 2006.

## Biodiversitate
Situată în ecoregiunea boreală, aria protejată conține 11 habitate naturale: Cursuri de apă de la nivel de câmpie la nivel montan, cu vegetație Ranunculion fluitantis și Callitricho-Batrachion, Pajiști uscate seminaturale și facies de acoperire cu tufișuri pe substraturi calcaroase (Festuco-Brometalia) (* situri importante pentru orhidee), Pajiști fino-scandinave uscate până la mezice, bogate în specii de altitudine mică, Pajiști aluvionare boreale nordice, Fânețe de joasă altitudine (Alopecurus pratensis, Sanguisorba officinalis), Pajiști din zone de pădure fino-scandinave, Mlaștini alcaline, Păduri caducifoliate bătrâne naturale hemiboreale fino-scandinave (Quercus, Tilia, Acer, Fraxinus sau Ulmus) bogate în specii epifite, Păduri fino-scandinave bogate în ierburi cu Picea abies, Pășuni din zone de pădure fino-scandinave, Păduri caducifoliate de mlaștină fino-scandinave.
La baza desemnării sitului se află mai multe specii protejate de  plante (2): papucul doamnei (Cypripedium calceolus), Saussurea alpina subsp. esthonica.
Pe lângă speciile protejate, pe teritoriul sitului au mai fost identificate 3 specii de plante.